# Камнеломка болотная
Камнеломка болотная, или Камнеломка козлик, или Камнеломка козлёнок, или Царские очи (лат. Saxifraga hirculus), — вид травянистых растений рода Камнеломка (Saxifraga) семейства Камнеломковые (Saxifragaceae).

## Ботаническое описание

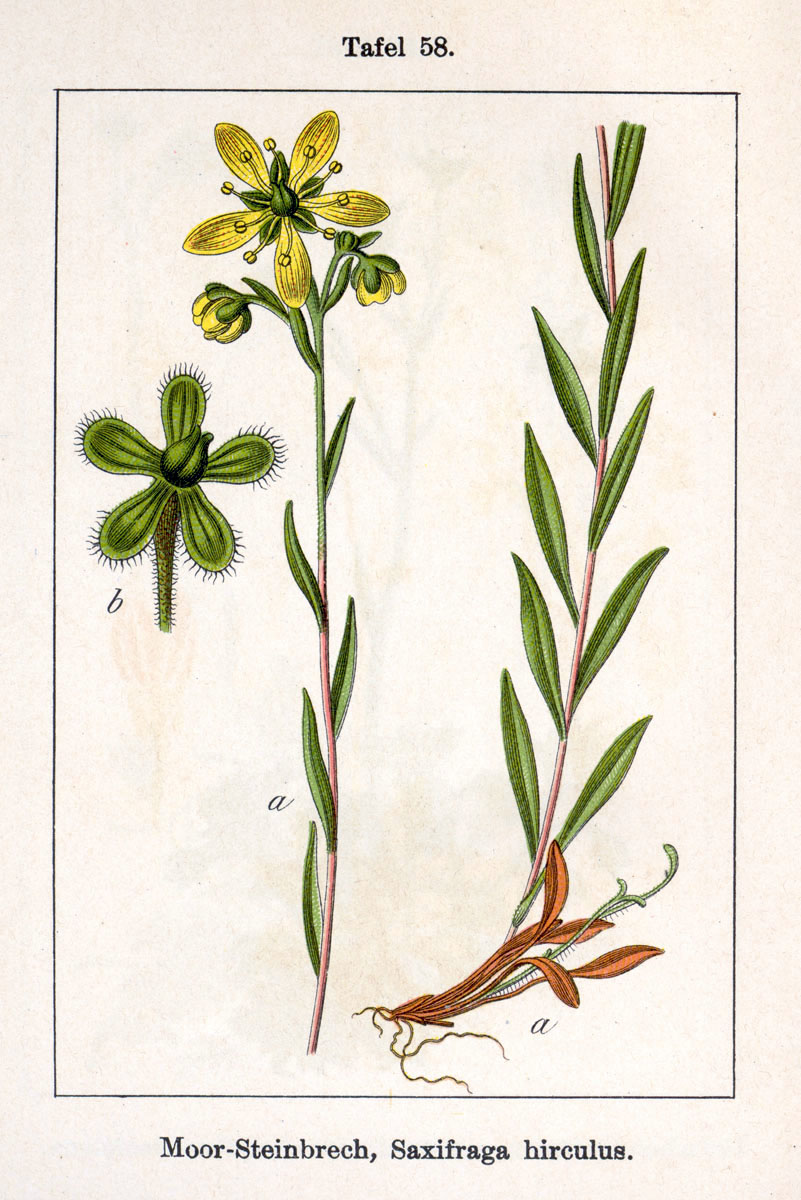
Камнеломка болотная.

Многолетнее травянистое растение, 5—30 см высотой. Корневища короткие, тонкие, иногда с нитевидными столонами. Листья очерёдные, ланцетные, цельнокрайные, прикорневые — сужены в черешок, розеточные, остальные — сидячие.
Цветки одиночные или по 2—5 в верхней части стебля, пятичленные. Чашелистики продолговатые или эллиптические. Лепестки жёлтые, эллиптические. Плод — узкоэллиптическая, зелёная коробочка.

## Распространение и экология
Встречается в северной половине Евразии и Северной Америки.

## Хозяйственное значение и использование
Хорошо поедается северным оленем (Rangifer tarandus). На Колгуеве удовлетворительно поедаются только цветки. В приполярном Приуралье поедается летом и зимой.

## Классификация

### Таксономия
- Saxifraga hirculus L., 1753, Sp. Pl. : 402

Вид Камнеломка болотная включается в род Камнеломка (Saxifraga) семейства Камнеломковые (Saxifragaceae) порядка Камнеломкоцветные (Saxifragales), последовательно входящего в более крупные клады Суперрозиды → Эвдикоты → Цветковые растения. Таксономическая схема в соответствии с Системой APG IV по состоянию на июнь 2024 года:
|  |                          |  |                                   |                                   |                         |  | еще 14 семейств | еще 14 семейств |                         |  |  |  | еще 560 подтвержденных видов и 331 вид, ожидающий подтверждения |
|  |                          |  |                                   |                                   |                         |  | еще 14 семейств | еще 14 семейств |                         |  |  |  | еще 560 подтвержденных видов и 331 вид, ожидающий подтверждения |
|  |                          |  |                                   | порядок Камнеломкоцветные         |                         |  |                 |                 | род Камнеломка          |  |  |  |                                                                 |
|  |                          |  |                                   | порядок Камнеломкоцветные         |                         |  |                 |                 | род Камнеломка          |  |  |  |                                                                 |
|  | клада Цветковые растения |  |                                   |                                   | семейство Камнеломковые |  |                 |                 | Вид Камнеломка болотная |  |  |  |                                                                 |
|  | клада Цветковые растения |  |                                   |                                   | семейство Камнеломковые |  |                 |                 |                         |  |  |  |                                                                 |
|  |                          |  | ещё 63 порядка цветковых растений | ещё 63 порядка цветковых растений |                         |  |                 | еще 34 рода     | еще 34 рода             |  |  |  |                                                                 |
|  |                          |  |                                   | ещё 63 порядка цветковых растений |                         |  |                 |                 | еще 34 рода             |  |  |  |                                                                 |

### Синонимы
- Hirculus propinquus Haw.
- Hirculus prorepens (Sternb.) Á.Löve & D.Löve
- Hirculus punctatus Raf.
- Hirculus ranunculoides Haw.
- Hirculus ranunculoides subsp. alpina (Engl.) Á.Löve
- Kingstonia guttata Gray
- Leptasea alaskana Small
- Leptasea hirculus Small
- Saxifraga aizoides var. autumnalis (L.) Engl. & Irmsch.
- Saxifraga autumnalis L.
- Saxifraga flava Lam.
- Saxifraga gyacaensis subsp. alpina (Engl.) Podlech
- Saxifraga hirculus f. elata Engl. & Irmsch.
- Saxifraga hirculus f. humilis Engl. & Irmsch.
- Saxifraga hirculus f. intermedia Engl. & Irmsch.
- Saxifraga hirculus f. major Engl. & Irmsch. ex Engl.
- Saxifraga hirculus f. minor Engl. & Irmsch.
- Saxifraga hirculus subsp. alpina (Engl.) Á.Löve
- Saxifraga hirculus subsp. alpina (Engl.) Podl.
- Saxifraga hirculus subsp. compacta Hedberg
- Saxifraga hirculus subsp. hirculus
- Saxifraga hirculus subsp. propinqua (R.Br.) Á.Löve & D.Löve
- Saxifraga hirculus var. alpina Engl.
- Saxifraga hirculus var. hirculus
- Saxifraga hirculus var. major (Engl. & Irmsch.) J.T.Pan
- Saxifraga hirculus var. propinqua (R.Br.) Simmons
- Saxifraga montana f. oblongipetala T.C.Ku
- Saxifraga nutans Adams
- Saxifraga propinqua R.Br.
- Saxifraga prorepens Fisch. ex Sternb.